# Saint-Gorgon (Morbihan)
Saint-Gorgon település Franciaországban, Morbihan megyében. Lakosainak száma 428 fő (2022. január 1.). Saint-Gorgon Saint-Jacut-les-Pins, Allaire, Béganne és Caden községekkel határos.

## Népesség
A település népessége az elmúlt években az alábbi módon változott:
| Lakosok száma | 424  | 403  | 377  | 334  | 356  | 378  | 394  | 393  | 399  | 428  |
|               | 1968 | 1982 | 1990 | 2006 | 2013 | 2015 | 2017 | 2019 | 2020 | 2022 |